# Heimatecke
Koordinaten: 50° 33′ 58″ N, 12° 49′ 43″ O
Die Heimatecke ist ein Miniaturenpark in Waschleithe im sächsischen Erzgebirge. Die 1961 eröffnete Schauanlage zeigt auf etwa 3000 Quadratmetern über 80 Modelle im Maßstab von 1:40. Die Modelllandschaft ist einem erzgebirgischen Weihnachtsberg nachempfunden und in eine natürliche Landschaft des Seifenbaches mit Felsen sowie Bonsai-artigen Bäumen eingepasst. Einige der Modelle werden durch das Wasser des Seifenbaches angetrieben, eines Zuflusses des Oswaldbaches, andere sind elektrifiziert. Darüber hinaus werden typische Szenen des erzgebirgischen Lebens dargestellt.

## Modelle (Auswahl)

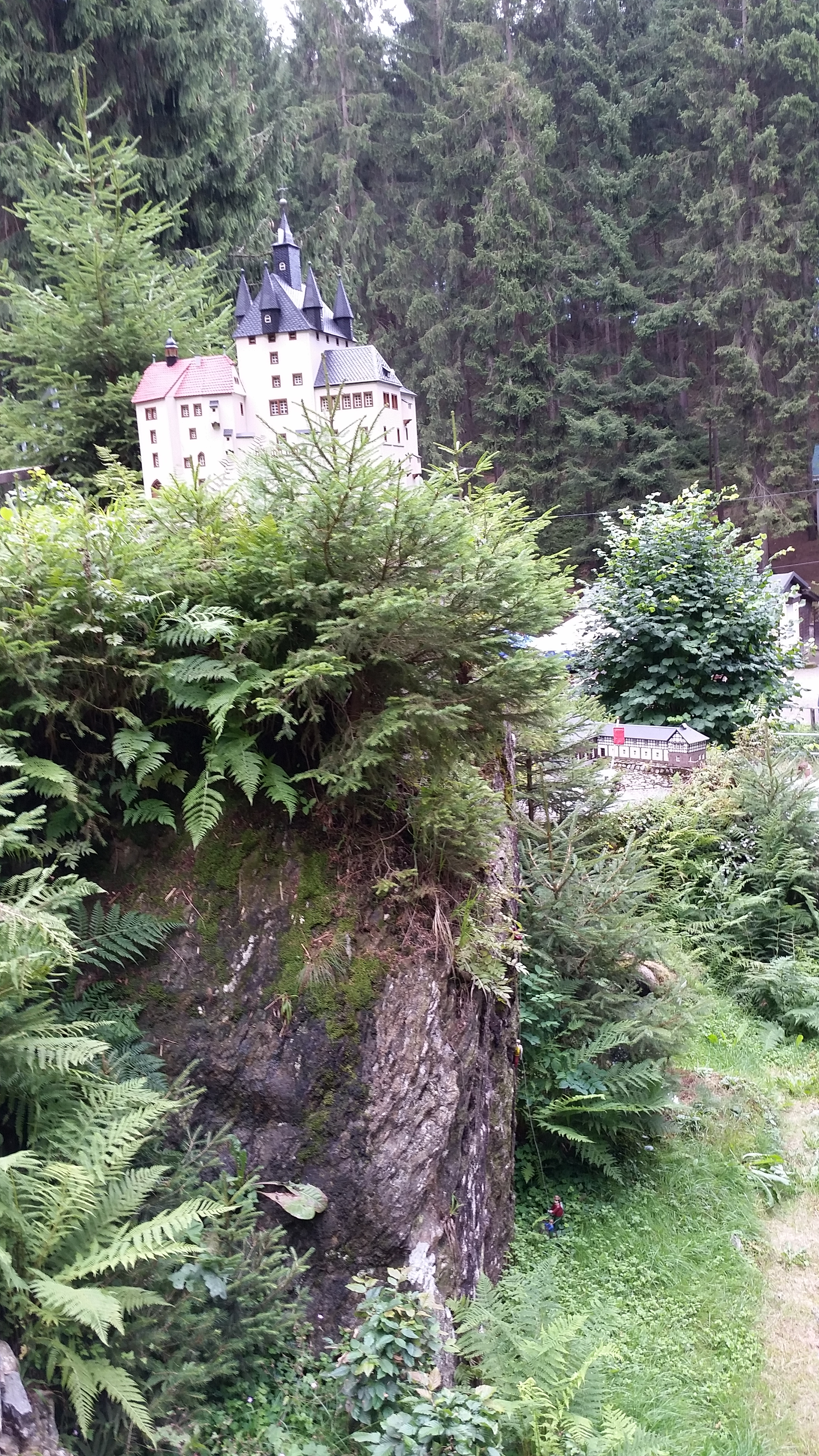
Modell der Burg Kriebstein

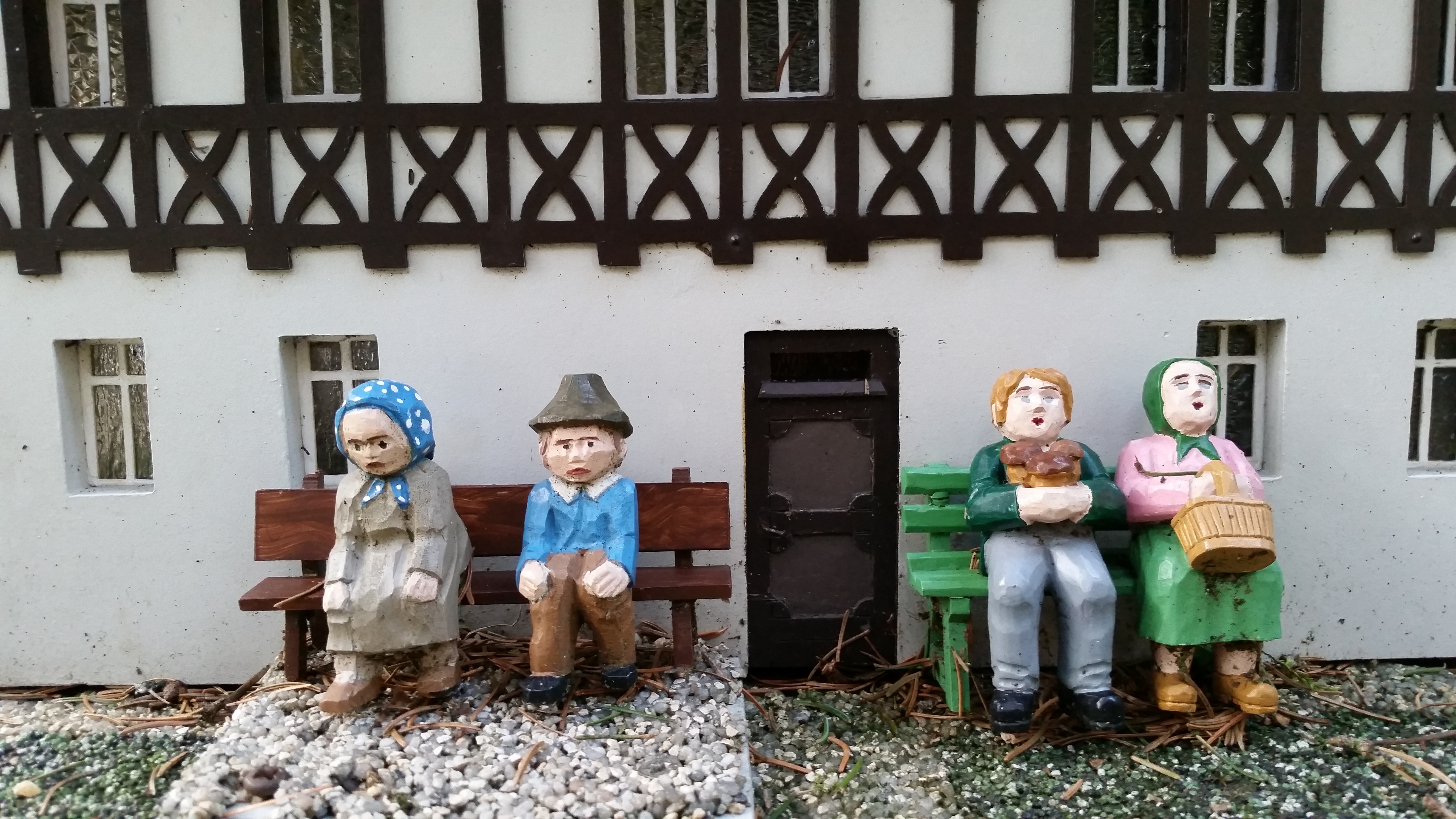
Figuren

Zu den Miniaturen der „Heimatecke“ gehören Modelle bekannter Bauwerke des Erzgebirges:
- Burg Scharfenstein
- Kloster Grünhain
- Schloss Augustusburg
- Schloss Schlettau
- Schloss Schwarzenberg
- Burg Kriebstein
- Burg Scharfenstein
- Rundkirche Carlsfeld
- Dudelskirche in Waschleithe
- Stadtkirche St. Georgen in Schwarzenberg
- Talsperre Pöhl
- Drahtseilbahn Erdmannsdorf–Augustusburg
- Frohnauer Hammer
- Silberwäsche in Antonsthal
- Pulverturm (Johanngeorgenstadt)